# 简池镇
简池镇，是中华人民共和国陕西省汉中市镇巴县下辖的一个乡镇级行政单位。
2015年，陕西省民政厅批复同意撤销三溪镇，并入简池镇。

## 行政区划
简池镇下辖以下地区：
简池村、蒿坪村、杨家营村、李塘村、白家梁村、安全村、房梁村、楼房村、大垭村、余场村、池洋村和龙池村。